# مسجد القطانة
مسجد القطانة من مساجد البصرة القديمة، وهو من مساجد العراق التراثية التي بنيت في عهد الدولة العثمانية، ويقع في محلة القطانة في سوق الصفات، قريبا من جامع البصرة الكبير خلف مبنى عمارة الحيدراني.
بني حرم المسجد من الطابوق وسقفه عكادة ويمتاز بأقواس في جميع أجزائه وتقام فيه الصلوات الخمس، وقامت وزارة الأوقاف العراقية بترميمه عام 1384هـ/1964م، وبما لم يؤثر على تراثهِ ومحافظاً على بنيانهِ القديم.
ويحتوي الجامع على حرم مصلى بطول 15 متراً وبعرض خمسة أمتار، وفيه محفل تراثي قديم للقراء مصنوع من الخشب الصاج، وتحيط الحرم سبعة شبابيك خشبية قديمة يعود تأريخها للعهد العثماني، وللحرم محراب بني من الطابوق، وقبالة الحرم طارمة بعرض الحرم وبطول ثلاثة أمتار، وبجوار الحرم غرفة للإمام والخطيب، وأشهر من تولى منصب الإمامة والخطابة فيه الشيخ محمود عبد العزيز.